# Armoured Angel
Armoured Angel war eine australische Death-Thrash-Band. Sie gehörte zu den Vorreitern des extremen Metals sowohl in Australien als auch weltweit und genießt auch Jahre nach ihrer Auflösung Kultstatus in der weltweiten Metalszene.

## Geschichte
Die Gruppe wurde 1982 von Bassist Glen „Lucy“ Luck und Gitarrist Rowan Powell als Metal Asylum in Canberra gegründet. Nach der Umbenennung 1984 in Armoured Angel wurde das erste Line-up mit Schlagzeuger Dave Davis und Sänger Rick Wayy vervollständigt und 1985 erschien das Demo Baptism in Blood. Im Jahr 1987 tauschte Luck die Besetzung der Band vollständig aus und nahm die Zwillinge Joel (Schlagzeug, Gesang) und Matt Green (Gitarre) in die Band auf. Das Trio veröffentlichte 1989 das Demo Wings of Death und 1990 ein weiteres Demo mit dem Titel Communion. Im Jahr 1991 initiierte die Band das Metal for the Brain, um Geld für ihren Freund Alec Hurley zu sammeln, der bei einer Schlägerei schwer verletzt wurde. Wenig später unterschrieb Armoured Angel einen Vertrag mit Id Records, einem Sublabel von Polygram Australien. Durch die damit verbundene Promotion wurde die Gruppe für den Big Day Out 1993 sowie als Vorband für die Australien-Tour von Morbid Angel gebucht. Bei Id Records erschienen die EPs Stigmartyr (1992) und Mysterium (1994). Weitere Aufmerksamkeit erfuhr die Band durch Berichte beim Radiosender Triple J und in der Tageszeitung The Sydney Morning Herald.
Nach einer Tournee durch Europa und Nordamerika 1995 begann die Gruppe mit den Arbeiten an ihrem Debütalbum. Eine geplante Zusammenarbeit mit Jaz Coleman von Killing Joke als Musikproduzent scheiterte, von den Studioaufnahmen existiert lediglich ein Preproduction-Demo mit vier der sieben Titel. Kurz darauf löste sich die Gruppe auf, die Organisation des Metal for the Brain übernahm ab 1996 die australische Band Alchemist. 1998 reformierte Gründer Glen Luck die Band und nahm mit Gitarrist und Sänger Yuri Ward und Schlagzeuger Steve Luff das Debütalbum Angel of the Sixth Order auf, das 1999 beim australischen Independent-Label Warhead Records erschien. Wegen des ausbleibenden Erfolges und der Pleite des Plattenlabels löste sich die Band nach ihrem letzten Liveauftritt beim Metal for the Brain im November 1999 endgültig auf. Gerüchte um eine Wiedervereinigung im Jahre 2008 wurden sowohl von Gitarrist Yuri Ward als auch von Glen Luck dementiert.
Die Demos und EPs der Gruppe wurden mehrfach wiederveröffentlicht. Im Jahr 1991 erschien das 1989er Demo Wings of Death beim englischen Label CCG Underground Records als 12″-Mini-LP. Beim australischen Label Abysmal Sounds erschienen 2008 Re-Releases des 1985er Demos Baptism in Blood und der 1992er EP Stigmarty. Im Dezember 2006 begann Glen Luck mit dem Re-Mastering der Lieder der zwei EPs, des unveröffentlichten 1996er Albums und des Debütalbums, diese Versionen sollten 2008 als Doppelalbum mit dem Titel Trisagion veröffentlicht werden. Bislang ist diese Kompilation noch nicht erschienen.

## Diskografie
- 1992: Stigmartyr (EP)
- 1994: Mysterium (EP)
- 1999: Angel of the Sixth Order (Album)